# Darla Records
Darla Records est un label indépendant américain fondé par James Agren et Shandra Tobey en 1994.

## Histoire
Agren et Tobey fondent le label après avoir travaillé chez des disquaires et dans des stations de radio étudiantes. Ils sont rejoints par Marin Gibbs. Le label débute en éditant du rock indépendant, leur première sortie est un single d'un groupe issu du sud des États-Unis, The Grifters (en). Darla passe des accords de distribution avec d'autres labels, notamment Cher Doll Records (en),. 
À la fin des années 1990, Darla s'oriente vers la musique électronique. Souhaitant écouter de la musique douce et mélodique, à contrecourant du rock de l'époque, James Agren lance un appel en vue de réaliser une compilation. Il reçoit tellement de morceaux, que le label est en mesure d'éditer Bliss Out, une série de compilations chill-out auxquelles participent notamment The American Analog Set (en),.

## Artistes
- Aarktica (en)
- Alsace Lorraine
- The American Analog Set (en)
- Amp (en)
- Ariel Abshire (en)
- Auburn Lull (en)
- Bright (en)
- Bvdub (en)
- California Oranges
- Desario (en)
- Flare Acoustic Arts League (en)
- Flowchart (en)
- Follow the Train
- Füxa (en)
- Hammock (en)
- Harold Budd
- Holiday Flyer (en)
- hollAnd
- I Am Robot and Proud (en)
- ISAN (en)
- Japancakes (en)
- Junior Varsity KM
- LD & the New Criticism (en)
- Lowlights
- Mahogany (en)
- Manual (en)
- Maquiladora
- Mirza
- My Morning Jacket
- New Radiant Storm King (en)
- Orange Cake Mix
- Pale Horse and Rider (en)
- Photon Band (en)
- Rhian Sheehan
- Piano Magic (en)
- Robin Guthrie
- Rumskib
- Saloon (en)
- Sisterhood of Convoluted Thinkers
- Sprites (en)
- Superdrag (en)
- Steven R. Smith (en)
- Sweet Trip (en)
- The Radio Dept.
- Tomorrowland
- Tullycraft (en)
- Voxtrot (en)
- Windy & Carl (en)